# Долішняк Юрій Миколайович
Юрій Миколайович Долішняк (псевдо: Білий; 26 квітня 1916, смт. Яблунів, нині Косівський район, Івано-Франківська область — 1 травня 1948, біля с. Микитинці, Івано-Франківська область) — член ОУН, сотенний сотні УПА «Сурма» ТВ-21 «Гуцульщина» УПА-Захід, заступник референта СБ Коломийського надрайонного проводу ОУН.

## Життєпис
Юрій Долішняк, син Миколи, народився у Яблунові 26 квітня 1916 року. Навчався в Коломийській гімназії, служив у польській армії (кавалерія). Восени 1941-го вступив до революційної ОУН, в умовах підпілля організував військовий вишкіл яблунівської молоді.
За дорученням ОУН служив в українській поліції під час німецької окупації, обіймав посаду коменданта в Космачі з 1943 року. Після невдалої спроби німців знищити вишкільний табір УПА в урочищі Збанули українська поліція була розформована.
Цього ж року вступає до УПА чотовим у сотню «Скуби». Згодом займає посаду сотенного сотні «Сурма» (ТВ-21 «Гуцульщина»).
Відзначався відчайдушністю та умілим керівництвом в бойових операціях. Після розформування сотні призначений на посаду заступника керівника надрайонного референта СБ ОУН Коломийщини.

### Смерть
Загинув сотенний "Білий" у бункері біля села Микитинці на Косівщині 1-го травня 1948 року, на Великдень. Це стало наслідком дій оперативної групи НКВД, перебраних в уніформу українських повстанців, якій, в свою чергу, вдалося вийти на зв'язкових з Юрієм та обманути їх. Тіла загиблих у бою 5-х повстанців скинули в Яблунівські криниці.

## Нагороди
- Згідно з Наказом військового штабу воєнної округи 4 «Говерля» ч. 3/47 від 31.08.1947 р. поручник УПА, командир сотні УПА «Сурма» куреня «Гайдамаки» Юрій Долішняк — «Білий» нагороджений Бронзовим хрестом бойової заслуги УПА.

## Вшанування пам'яті
- У 1994 році на місці загибелі сотенного «Білого» та побратимів встановлено та освячено хрест.[4]
- У жовтні 2004 року в селищі відкрито пам'ятник та названо одну із вулиць його іменем.
- 23.05.2018 р. від імені Координаційної ради з вшанування пам'яті нагороджених Лицарів ОУН і УПА у м. Косів Івано-Франківської обл. Бронзовий хрест бойової заслуги УПА (№ 065) переданий Тарасу Кавацюку, внукові Юрія Долішняка — «Білого».

## Фото сотенного «Білого»

Мельничук Іван («Галайда»)

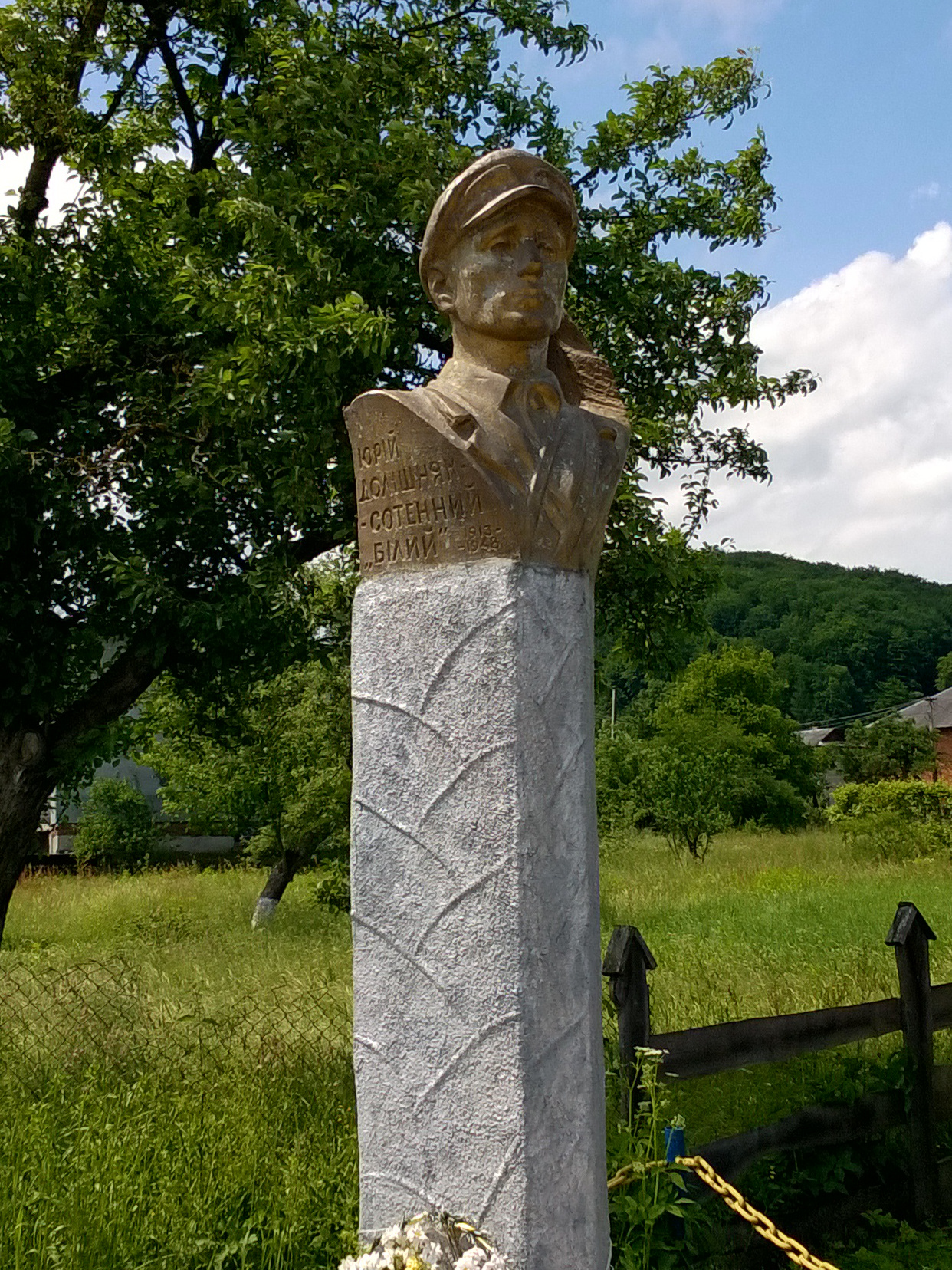
Пам'ятник сотенному Білому у с-щі Яблунові

Поширене фото «Білого» насправді належить іншому упівцю — Мельничуку Івану (псевдо «Галайда»).
Плутанина вийшла після того, як сотенний «Білий» був помилково опізнаний його подругою «Христею», яка зустрічалася з «Білим» у підпіллі лише епізодично.
Підтвердженням цьому є свідчення Михайла Симчича (псевдо «Байда»), який особисто добре знав командира сотні «Сурма» і зміг підтвердити, що на фото саме він. Також на фото, на якому, як вважалось був зображений «Білий», було достовірно ідентифіковано «Галайду» зокрема і його сином. До того ж «Галайда» зафіксований в Яворівському архіві УПА на фото, зроблених на території Румунії в червні 1949-го року, коли «Білого» вже не було серед живих.